# Championnat de France Pro A de tennis de table 2018-2019
Navigation
Pro A 2017-2018 Pro A 2019-2020
Le Championnat de France Pro A de tennis de table 2018-2019 est la 16e édition du Championnat de France Pro A de tennis de table, plus haut niveau des championnats de France de tennis de table par équipes. Il oppose les 10 meilleures équipes de France dans le championnat masculin et les treize meilleures équipes féminines.

## Longévité en cours
- Angers dispute sa 18e saison consécutive en première division. Les angevins sont les seuls avec Hennebont à avoir participé aux 12 premières éditions de la Pro A masculine.
- Lys-lez-Lannoy dispute sa 20e saison consécutive en première division. Le club nordiste et par conséquent le seul à avoir disputé toutes les saisons de la Pro A féminine

## Organisation 2018-2019
- En Pro A messieurs, il n'y a plus qu'une seule descente en PRO B. Le dernier de la poule est relégué à l'issue de la saison.

Les rencontres se déroulent au meilleur des 5 parties (3 - 0; 3 - 1; 3 - 2). Ainsi le match nul n'est plus possible. Il s'agit de la formule ligue des champions.
- La Pro A Dames change de format, la saison régulière se dispute avec deux poules, la poule A et la poule B. En fin de saison se déroule les play offs pour le titre de championnes de France et pour la relégation.

Les équipes classées aux deux premières places seront rejointes par les deux formations sorties victorieuses d'un barrage
entre les équipes classées 3e et 4e pour disputer le titre de Championnes de France du 24 au 26 mai 2019.
Les autres équipes, classées entre la 5e et la 7e place de leur poule, disputeront de leur côté, des rencontres de barrage
pour le maintien, les deux dernières équipes seront rétrogradées en Nationale 1.

## PRO A Messieurs

### Equipes
| \| Les Loups d'Angers Istres TT GV Hennebont Morez Haut-Jura AS Pontoise-Cergy TT Chartres ASTT SS La Romagne Rouen SPO PPC Villeneuve St-Denis \| Localisation des clubs engagés dans le championnat. |
| Les Loups d'Angers Istres TT GV Hennebont Morez Haut-Jura AS Pontoise-Cergy TT Chartres ASTT SS La Romagne Rouen SPO PPC Villeneuve St-Denis                                                           |

### Classement Général
Classements par équipe du championnat de France de PRO A messieurs saison 2018 - 2019.
Général
| Rang | Équipe                     | Pts | J  | V  | N | D  | F | Pp | Pc | Diff |
| ---- | -------------------------- | --- | -- | -- | - | -- | - | -- | -- | ---- |
| 1    | Morez Haut-Jura            | 50  | 18 | 16 | 0 | 2  | 0 | 50 | 24 | +26  |
| 2    | GV Hennebont               | 47  | 18 | 13 | 0 | 5  | 0 | 47 | 28 | +19  |
| 3    | AS Pontoise-Cergy TT       | 44  | 18 | 13 | 0 | 5  | 0 | 44 | 28 | +16  |
| 4    | Les loups d'Angers         | 43  | 18 | 12 | 0 | 6  | 0 | 43 | 29 | +14  |
| 5    | SS La Romagne              | 40  | 18 | 9  | 0 | 9  | 0 | 40 | 35 | +5   |
| 6    | Rouen SPO                  | 38  | 18 | 11 | 0 | 7  | 0 | 38 | 33 | +5   |
| 7    | Saint-Denis US 93 TT Promu | 28  | 18 | 7  | 0 | 11 | 0 | 28 | 41 | -13  |
| 8    | Villeneuve PPC             | 18  | 18 | 4  | 0 | 14 | 0 | 25 | 45 | -20  |
| 9    | Istres TT                  | 17  | 18 | 3  | 0 | 15 | 0 | 25 | 50 | -25  |
| 10   | Chartres ASTT              | 15  | 18 | 2  | 0 | 16 | 0 | 23 | 50 | -27  |

source
- Morez Haut-Jura remporte son premier titre de Champion de France[1],[2].
- L'équipe championne est composée de Benedek Olah, Chao Zhai, Kirill Skachkov et Mattias Översjö

## PRO A Dames

### Classement Général

#### Poule A
| Rang | Équipe                  | Pts | J  | V | N | D | F | Pp | Pc | Diff |
| ---- | ----------------------- | --- | -- | - | - | - | - | -- | -- | ---- |
| 1    | Metz TT                 | 28  | 10 | 9 | 0 | 1 | 0 | 28 | 13 | +15  |
| 2    | Saint Pierraise ENT     | 25  | 10 | 7 | 0 | 3 | 0 | 25 | 17 | +8   |
| 3    | Poitiers TTACC 86       | 21  | 10 | 5 | 0 | 5 | 0 | 21 | 17 | +4   |
| 4    | Saint-Denis US 93 TT    | 19  | 10 | 4 | 0 | 6 | 0 | 19 | 25 | -6   |
| 5    | TT Joué-lès-Tours Promu | 19  | 10 | 4 | 0 | 6 | 0 | 19 | 22 | -3   |
| 6    | Nimes ASPC Promu        | 11  | 10 | 1 | 0 | 9 | 0 | 11 | 29 | -18  |

Qualifications
- 1er et 2e : qualification directe pour les barrages de championnat
- 3e et 4e : qualification pour les playoffs

sourcemise à jour le 30 avril 2019

#### Poule B
| Rang | Équipe                       | Pts | J  | V  | N | D  | F | Pp | Pc | Diff |
| ---- | ---------------------------- | --- | -- | -- | - | -- | - | -- | -- | ---- |
| 1    | CP Lys-lez-Lannoy            | 35  | 12 | 11 | 0 | 1  | 0 | 35 | 15 | +20  |
| 2    | ASRTT Étival-Raon            | 33  | 12 | 9  | 0 | 3  | 0 | 33 | 15 | +18  |
| 3    | TT Saint-Quentin             | 32  | 12 | 10 | 0 | 2  | 0 | 32 | 20 | +12  |
| 4    | Issy les Moulineaux EP Promu | 22  | 12 | 3  | 0 | 9  | 0 | 22 | 29 | -7   |
| 5    | ALCL Grand-Quevilly          | 21  | 12 | 5  | 0 | 7  | 0 | 21 | 25 | -4   |
| 6    | Quimper CTT Promu            | 14  | 12 | 2  | 0 | 10 | 0 | 14 | 33 | -19  |
| 7    | Schiltigheim SU Promu        | 14  | 12 | 2  | 0 | 10 | 0 | 14 | 34 | -20  |

Qualifications
- 1er et 2e : qualification directe pour les barrages de championnat
- 3e et 4e : qualification pour les playoffs

sourcemise à jour le 30 avril 2019

#### Playoffs
Après la saison régulière se déroulent les playoffs pour le titre de championnes de France et pour la relégation.
Les équipes classées aux deux premières places seront rejointes par les deux formations sorties victorieuses d'un barrage
entre les équipes classées 3e et 4e pour disputer le titre de Championnes de France du 24 au 26 mai 2019.
Les autres équipes, classées entre la 5e et la 7e place de leur poule, disputeront de leur côté, des rencontres de barrage
pour le maintien, les deux dernières équipes seront rétrogradées en Nationale 1.

##### Barrages Pro Dames
| 24 mai 2019 | Quimper CTT | 3-0 | Nîmes ASPC |  |  |
|             |             |     |            |  |  |
|             |             |     |            |  |  |

| 25 mai 2019 | Schiltigheim SUSTT | 2-3 | Nîmes ASPC |  |  |
|             |                    |     |            |  |  |
|             |                    |     |            |  |  |

| 26 mai 2019 | Quimper CTT | 3-0 | Schiltigheim SUSTT |  |  |
|             |             |     |                    |  |  |
|             |             |     |                    |  |  |

Quimper remporte les barrages et se maintient en Pro Dames. Nîmes et Schiltigheim sont relégués en Nationale 1

##### Huitième de finale
| 14 mai 2019 | Poitiers TTACC 86 | 3-1 | Issy les Moulineaux EP |  |  |
|             |                   |     |                        |  |  |
|             | rapport           |     |                        |  |  |

| 14 mai 2019 | TT Saint-Quentin | 3-2 | Saint-Denis US 93 TT |  |  |
|             |                  |     |                      |  |  |
|             | rapport          |     |                      |  |  |

##### Quart de finale
| 17 mai 2019 | Saint Pierraise ENT | 3-2 | TT Saint-Quentin |  |  |
|             |                     |     |                  |  |  |
|             | rapport             |     |                  |  |  |

| 17 mai 2019 | ASRTT Étival-Raon | 3-0 | Poitiers TTACC 86 |  |  |
|             |                   |     |                   |  |  |
|             | rapport           |     |                   |  |  |

##### Demi finale
| 25 mai 2019 | CP Lys-lez-Lannoy | 3-2 | Saint Pierraise ENT |  |  |
|             |                   |     |                     |  |  |
|             | rapport           |     |                     |  |  |

| 25 mai 2019 | Metz TT | 0-3 | ASRTT Étival-Raon |  |  |
|             |         |     |                   |  |  |
|             | rapport |     |                   |  |  |

##### Finale
| 26 mai 2019 | CP Lys-lez-Lannoy | 1-3 | ASRTT Étival-Raon |  |  |
|             |                   |     |                   |  |  |
|             | rapport           |     |                   |  |  |

- ASRTT Étival-Raon remporte son premier titre de championne de France[3]
- L'équipe victorieuse est composée de Hana Matelova, Jieni Shao et Maria Dolgikh.